# Bernardon
Bernardon, italianizzato in Bernardone (fl. XIII secolo), è stato un trovatore o joglar occitano di cui conosciamo solo una tenzone composta insieme ad un altrettanto ignoto Tomas, forse un nobile.
Anche Gui de Cavalhon in alcuni suoi componimenti si riferisce a un tale Bernardon, probabilmente suo giullare.
Il testo descrive il malcostume del tempo, in cui i signorotti locali depredavano i passanti, spesso mettendoli in prigione, a proprio arbitrio. Quindi, ciò che vanta il mezzo-principe, irriso da Gui, è fuori luogo, considerate le circostanze poco propizie per chiunque e, soprattutto, per chi come protezione millanta solo un titolo che non gli serve a evitare la galera.
L'invio è indirizzato alla regina Garsenda di Sabran (contessa di Provenza), il che confermerebbe l'epigramma che lo vuole suo amante.